# Canterbury (Nova Zelanda)
Canterbury (en maori: Waitaha) és una de les setze regions de Nova Zelanda, localitzada al centre est de l'illa del Sud. Amb una població de 558.800 habitants, és la segona regió més poblada del país. La ciutat principal i capital és Christchurch, on es localitza la Universitat de Canterbury.
La regió fa frontera al nord-est amb Marlborough, al sud-oest amb Otago, a l'oest amb West Coast i al nord-oest amb Tasman.

## Etimologia
Canterbury va ser nomenada en honor de la ciutat anglesa de Canterbury. Molts dels primers europeus a arribar a Canterbury eren anglesos.
Waitaha, el nom maori de la regió, és el nom de l'iwi que havia ocupat gran part de l'illa del Sud abans que aquestos siguessin vençuts pels Ngāti Māmoe, els quals serien vençuts pels Ngāi Tahu.

## Geografia

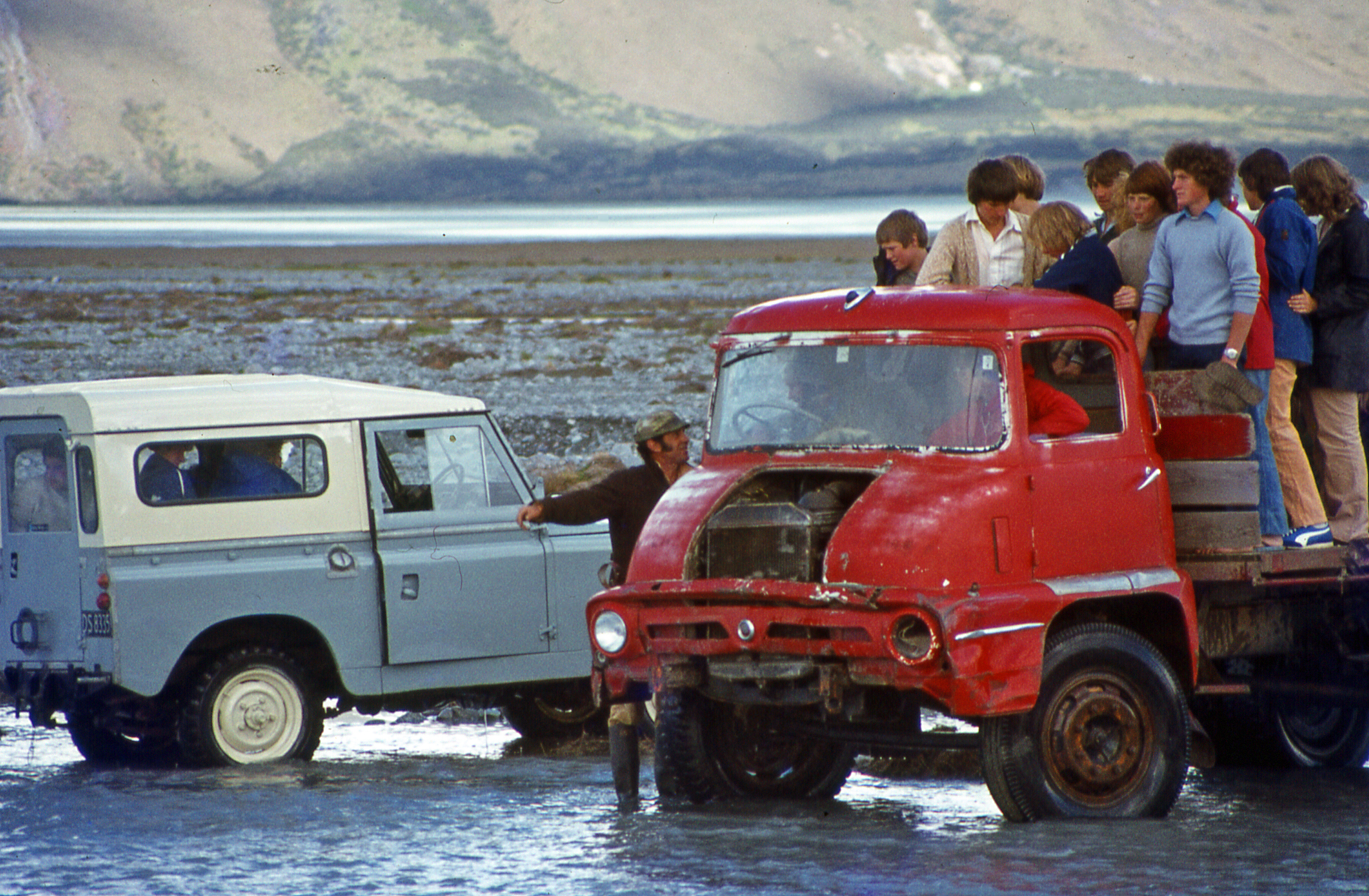
Persones creuant el riu Macauley a Canterbury el 1977

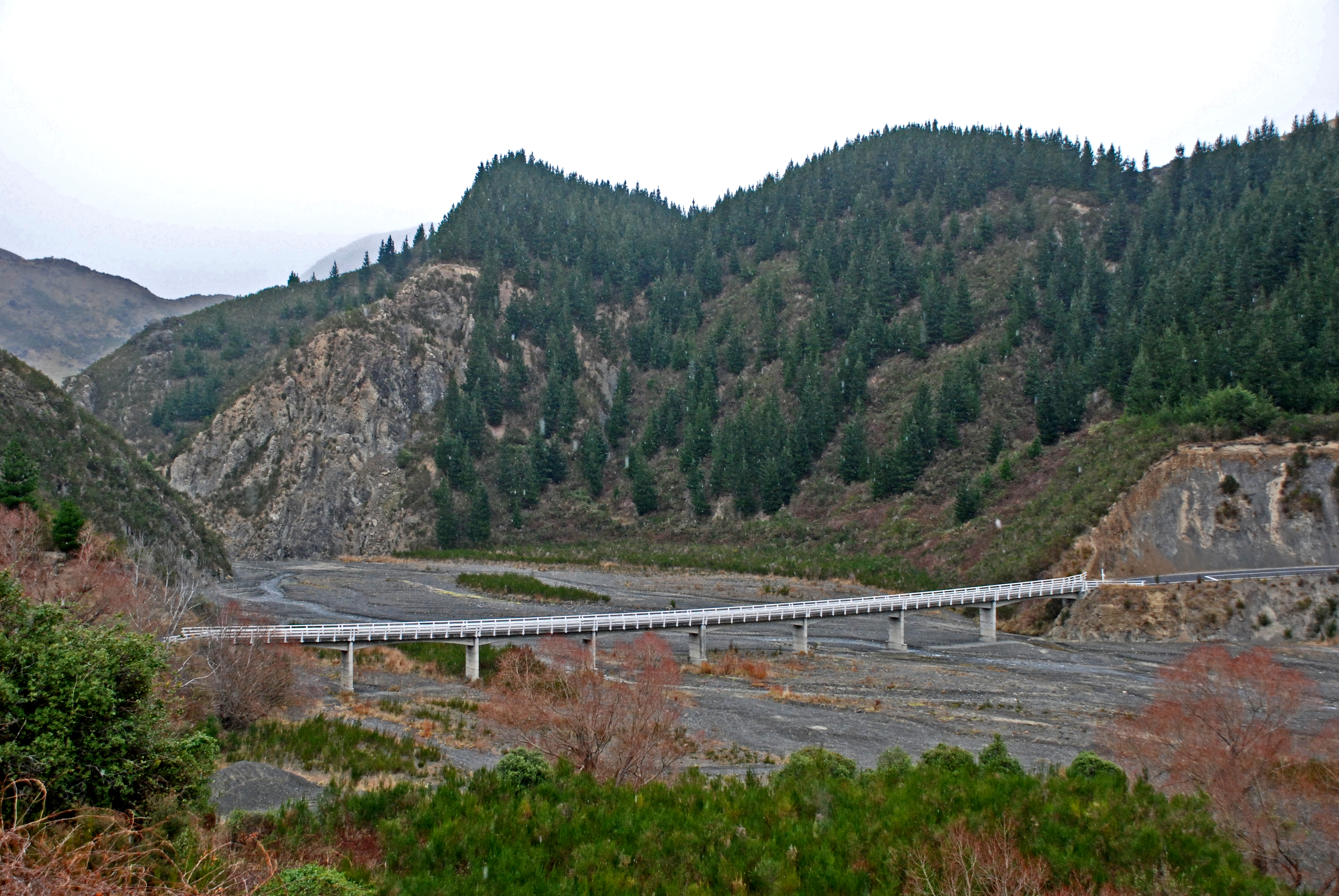
El pont del riu Conway, prop de Kaikoura

Canterbury, amb 45.346 km², és la regió més gran per superfície. La regió ha estat tradicionalment deliniada al nord pel riu Conway, a l'oest pels Alps de Nova Zelanda i al sud pel riu Waitaki. Al nord del riu Conway es troba el que és avui el districte de Kaikoura. Aquest districte abans de les reformes de governs locals i regionals del novembre de 1989 formava part de Marlborough, raó per la qual el riu forma una frontera tradicional però no oficial.
La regió és comunament dividida en quatre parts: Christchurch, el nord de Canterbury (del nord del riu Rakaia al riu Conway), el Canterbury mitjà (del riu Rakaia al riu Rangitata) i el sud de Canterbury (del riu Rangitata al riu Waitaki).

## Educació

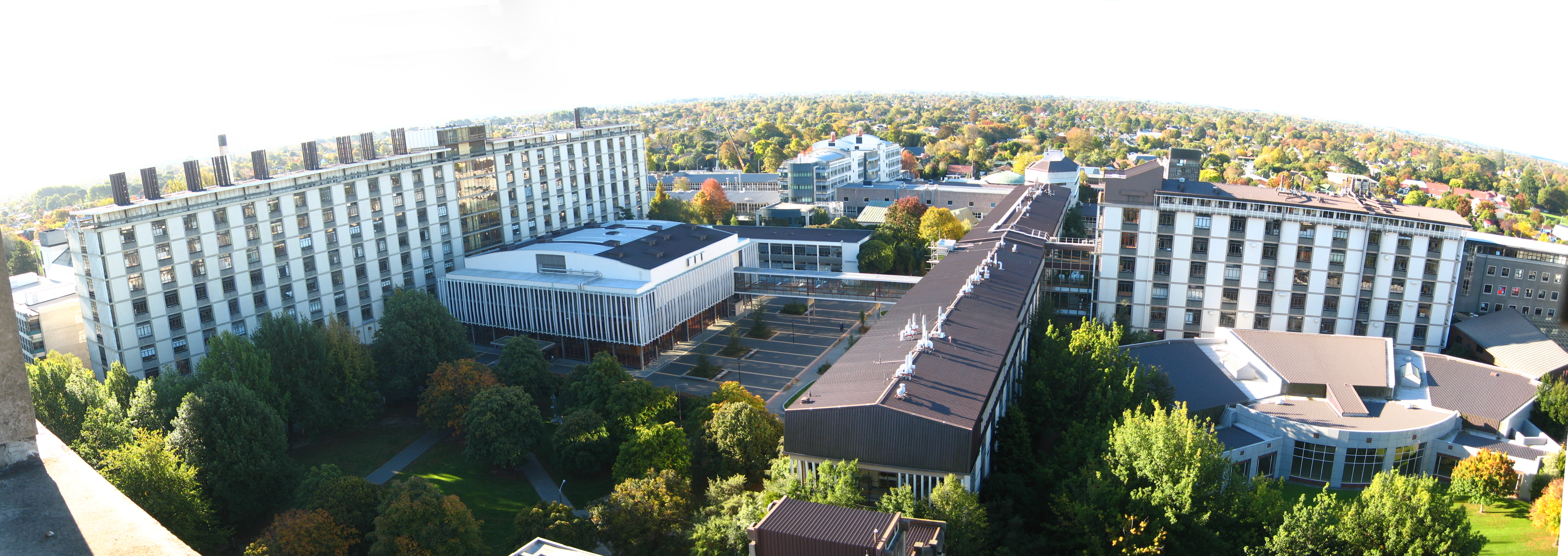
Vista de la Universitat de Canterbury

A Christchurch es localitza la Universitat de Canterbury, una de les vuit universitats neozelandeses. Aquesta universitat tenia 18.800 estudiants el 2010.
A més, a Lincoln es localitza la Universitat Lincoln. Aquesta universitat tenia uns 3.500 estudiants el 2007.

## Clima
El clima a Canterbury varia en cada part de la regió, però en les planes de Canterbury —on s'inclou Christchurch— el clima és temperat amb poques pluges al llarg de l'any. Al districte de Kaikoura el clima és més calorós i hi ha sol la majoria de dies de l'any.
| Paràmetres climàtics mitjans de Christchurch               | Paràmetres climàtics mitjans de Christchurch | Paràmetres climàtics mitjans de Christchurch | Paràmetres climàtics mitjans de Christchurch | Paràmetres climàtics mitjans de Christchurch | Paràmetres climàtics mitjans de Christchurch | Paràmetres climàtics mitjans de Christchurch | Paràmetres climàtics mitjans de Christchurch | Paràmetres climàtics mitjans de Christchurch | Paràmetres climàtics mitjans de Christchurch | Paràmetres climàtics mitjans de Christchurch | Paràmetres climàtics mitjans de Christchurch | Paràmetres climàtics mitjans de Christchurch | Paràmetres climàtics mitjans de Christchurch |
| Mes                                                        | Gen.                                         | Feb.                                         | Mar.                                         | Abr.                                         | Mai.                                         | Jun.                                         | Jul.                                         | Ago.                                         | Set.                                         | Oct.                                         | Nov.                                         | Des.                                         | Anual                                        |
| ---------------------------------------------------------- | -------------------------------------------- | -------------------------------------------- | -------------------------------------------- | -------------------------------------------- | -------------------------------------------- | -------------------------------------------- | -------------------------------------------- | -------------------------------------------- | -------------------------------------------- | -------------------------------------------- | -------------------------------------------- | -------------------------------------------- | -------------------------------------------- |
| Temperatura diària màxima °C (°F)                          | 22,5 (72,5)                                  | 22,2 (72)                                    | 20,4 (68,7)                                  | 17,8 (64)                                    | 14,6 (58,3)                                  | 11,7 (53,1)                                  | 11,3 (52,3)                                  | 12,4 (54,3)                                  | 14,9 (58,8)                                  | 17,4 (63,3)                                  | 19,2 (66,6)                                  | 21,2 (70,2)                                  | 17,1 (62,8)                                  |
| Temperatura diària mínima °C (°F)                          | 12,2 (54)                                    | 12,1 (53,8)                                  | 10,6 (51,1)                                  | 7,7 (45,9)                                   | 4,5 (40,1)                                   | 2,1 (35,8)                                   | 1,9 (35,4)                                   | 2,9 (37,2)                                   | 5,1 (41,2)                                   | 7,2 (45)                                     | 8,8 (47,8)                                   | 10,6 (51,1)                                  | 7,1 (44,8)                                   |
| Precipitació total mm (polzades)                           | 42 (1,7)                                     | 39 (1,5)                                     | 54 (2,1)                                     | 54 (2,1)                                     | 58 (2,3)                                     | 66 (2,6)                                     | 79 (3,1)                                     | 69 (2,7)                                     | 45 (1,8)                                     | 53 (2,1)                                     | 44 (1,7)                                     | 49 (1,9)                                     | 648 (25,5)                                   |
| Font: National Institute of Water and Atmospheric Research |                                              |                                              |                                              |                                              |                                              |                                              |                                              |                                              |                                              |                                              |                                              |                                              |                                              |

| Paràmetres climàtics mitjans de Kaikoura                   | Paràmetres climàtics mitjans de Kaikoura | Paràmetres climàtics mitjans de Kaikoura | Paràmetres climàtics mitjans de Kaikoura | Paràmetres climàtics mitjans de Kaikoura | Paràmetres climàtics mitjans de Kaikoura | Paràmetres climàtics mitjans de Kaikoura | Paràmetres climàtics mitjans de Kaikoura | Paràmetres climàtics mitjans de Kaikoura | Paràmetres climàtics mitjans de Kaikoura | Paràmetres climàtics mitjans de Kaikoura | Paràmetres climàtics mitjans de Kaikoura | Paràmetres climàtics mitjans de Kaikoura | Paràmetres climàtics mitjans de Kaikoura |
| Mes                                                        | Gen.                                     | Feb.                                     | Mar.                                     | Abr.                                     | Mai.                                     | Jun.                                     | Jul.                                     | Ago.                                     | Set.                                     | Oct.                                     | Nov.                                     | Des.                                     | Anual                                    |
| ---------------------------------------------------------- | ---------------------------------------- | ---------------------------------------- | ---------------------------------------- | ---------------------------------------- | ---------------------------------------- | ---------------------------------------- | ---------------------------------------- | ---------------------------------------- | ---------------------------------------- | ---------------------------------------- | ---------------------------------------- | ---------------------------------------- | ---------------------------------------- |
| Temperatura diària màxima °C (°F)                          | 20,6 (69,1)                              | 20 (68)                                  | 18,8 (65,8)                              | 16,6 (61,9)                              | 14,1 (57,4)                              | 11,6 (52,9)                              | 10,9 (51,6)                              | 11,5 (52,7)                              | 13,6 (56,5)                              | 15,3 (59,5)                              | 16,9 (62,4)                              | 19,1 (66,4)                              | 15,7 (60,3)                              |
| Temperatura diària mínima °C (°F)                          | 12,8 (55)                                | 12,8 (55)                                | 11,9 (53,4)                              | 9,9 (49,8)                               | 7,7 (45,9)                               | 5,8 (42,4)                               | 5,1 (41,2)                               | 5,6 (42,1)                               | 6,7 (44,1)                               | 8,2 (46,8)                               | 9,8 (49,6)                               | 11,7 (53,1)                              | 9 (48,2)                                 |
| Precipitació total mm (polzades)                           | 47 (1,9)                                 | 59 (2,3)                                 | 92 (3,6)                                 | 81 (3,2)                                 | 71 (2,8)                                 | 75 (3)                                   | 80 (3,1)                                 | 78 (3,1)                                 | 70 (2,8)                                 | 74 (2,9)                                 | 60 (2,4)                                 | 54 (2,1)                                 | 844 (33,2)                               |
| Font: National Institute of Water and Atmospheric Research |                                          |                                          |                                          |                                          |                                          |                                          |                                          |                                          |                                          |                                          |                                          |                                          |                                          |

| Paràmetres climàtics mitjans de Timaru                     | Paràmetres climàtics mitjans de Timaru | Paràmetres climàtics mitjans de Timaru | Paràmetres climàtics mitjans de Timaru | Paràmetres climàtics mitjans de Timaru | Paràmetres climàtics mitjans de Timaru | Paràmetres climàtics mitjans de Timaru | Paràmetres climàtics mitjans de Timaru | Paràmetres climàtics mitjans de Timaru | Paràmetres climàtics mitjans de Timaru | Paràmetres climàtics mitjans de Timaru | Paràmetres climàtics mitjans de Timaru | Paràmetres climàtics mitjans de Timaru | Paràmetres climàtics mitjans de Timaru |
| Mes                                                        | Gen.                                   | Feb.                                   | Mar.                                   | Abr.                                   | Mai.                                   | Jun.                                   | Jul.                                   | Ago.                                   | Set.                                   | Oct.                                   | Nov.                                   | Des.                                   | Anual                                  |
| ---------------------------------------------------------- | -------------------------------------- | -------------------------------------- | -------------------------------------- | -------------------------------------- | -------------------------------------- | -------------------------------------- | -------------------------------------- | -------------------------------------- | -------------------------------------- | -------------------------------------- | -------------------------------------- | -------------------------------------- | -------------------------------------- |
| Temperatura diària màxima °C (°F)                          | 15,9 (60,6)                            | 15,5 (59,9)                            | 13,8 (56,8)                            | 11 (51,8)                              | 8,1 (46,6)                             | 5,6 (42,1)                             | 5 (41)                                 | 6,5 (43,7)                             | 8,7 (47,7)                             | 10,4 (50,7)                            | 12,3 (54,1)                            | 14,4 (57,9)                            | 10,6 (51,1)                            |
| Temperatura diària mínima °C (°F)                          | 10,4 (50,7)                            | 10,1 (50,2)                            | 8,2 (46,8)                             | 5,1 (41,2)                             | 2,5 (36,5)                             | −0,2 (31,6)                            | −0,6 (30,9)                            | 0,8 (33,4)                             | 2,8 (37)                               | 4,7 (40,5)                             | 6,6 (43,9)                             | 9,1 (48,4)                             | 4,9 (40,8)                             |
| Precipitació total mm (polzades)                           | 46,5 (1,8)                             | 51,7 (2)                               | 47,6 (1,9)                             | 38,7 (1,5)                             | 46,6 (1,8)                             | 38,8 (1,5)                             | 46,2 (1,8)                             | 43,8 (1,7)                             | 36,5 (1,4)                             | 49,5 (1,9)                             | 49,6 (2)                               | 52,8 (2,1)                             | 546,8 (21,5)                           |
| Font: National Institute of Water and Atmospheric Research |                                        |                                        |                                        |                                        |                                        |                                        |                                        |                                        |                                        |                                        |                                        |                                        |                                        |

## Districtes
Canterbury se subdivideix en deu districtes:
| Districte                | Localització             | Capital      | Població | Àrea      | Densitat  |
| ------------------------ | ------------------------ | ------------ | -------- | --------- | --------- |
| Districte d'Ashburton    | Districte d'Ashburton    | Ashburton    | 30.600   | 6.208 km² | 4,9/km²   |
| Ciutat de Christchurch   | Ciutat de Christchurch   | Christchurch | 363.200  | 1.610 km² | 225,6/km² |
| Districte de Hurunui     | Districte de Hurunui     | Amberley     | 11.500   | 8.661 km² | 1,3/km²   |
| Districte de Kaikoura    | Districte de Kaikoura    | Kaikoura     | 3.790    | 2.050 km² | 1,9/km²   |
| Districte de Mackenzie   | Districte de Mackenzie   | Fairlie      | 4.090    | 7.442 km² | 0,6/km²   |
| Districte de Selwyn      | Districte de Selwyn      | Rolleston    | 42.300   | 6.557 km² | 6,5/km²   |
| Districte de Timaru      | Districte de Timaru      | Timaru       | 44.900   | 2.726 km² | 16,5/km²  |
| Districte de Waimakariri | Districte de Waimakariri | Rangiora     | 49.200   | 2.216 km² | 22,2/km²  |
| Districte de Waimate     | Districte de Waimate     | Waimate      | 7.660    | 3.557 km² | 2,1/km²   |
| Districte de Waitaki     | Districte de Waitaki     | Oamaru       | 20.900   | 7.212 km² | 2,9 km²   |

## Demografia
| Evolució demogràfica de Canterbury | Evolució demogràfica de Canterbury | Evolució demogràfica de Canterbury |
| Any                                | Població                           | Creixement                         |
| ---------------------------------- | ---------------------------------- | ---------------------------------- |
| 1991                               | 438.171                            |                                    |
| 1996                               | 468.039                            | +6,8%                              |
| 2001                               | 481.431                            | +2,9%                              |
| 2006                               | 521.832                            | +8,4%                              |

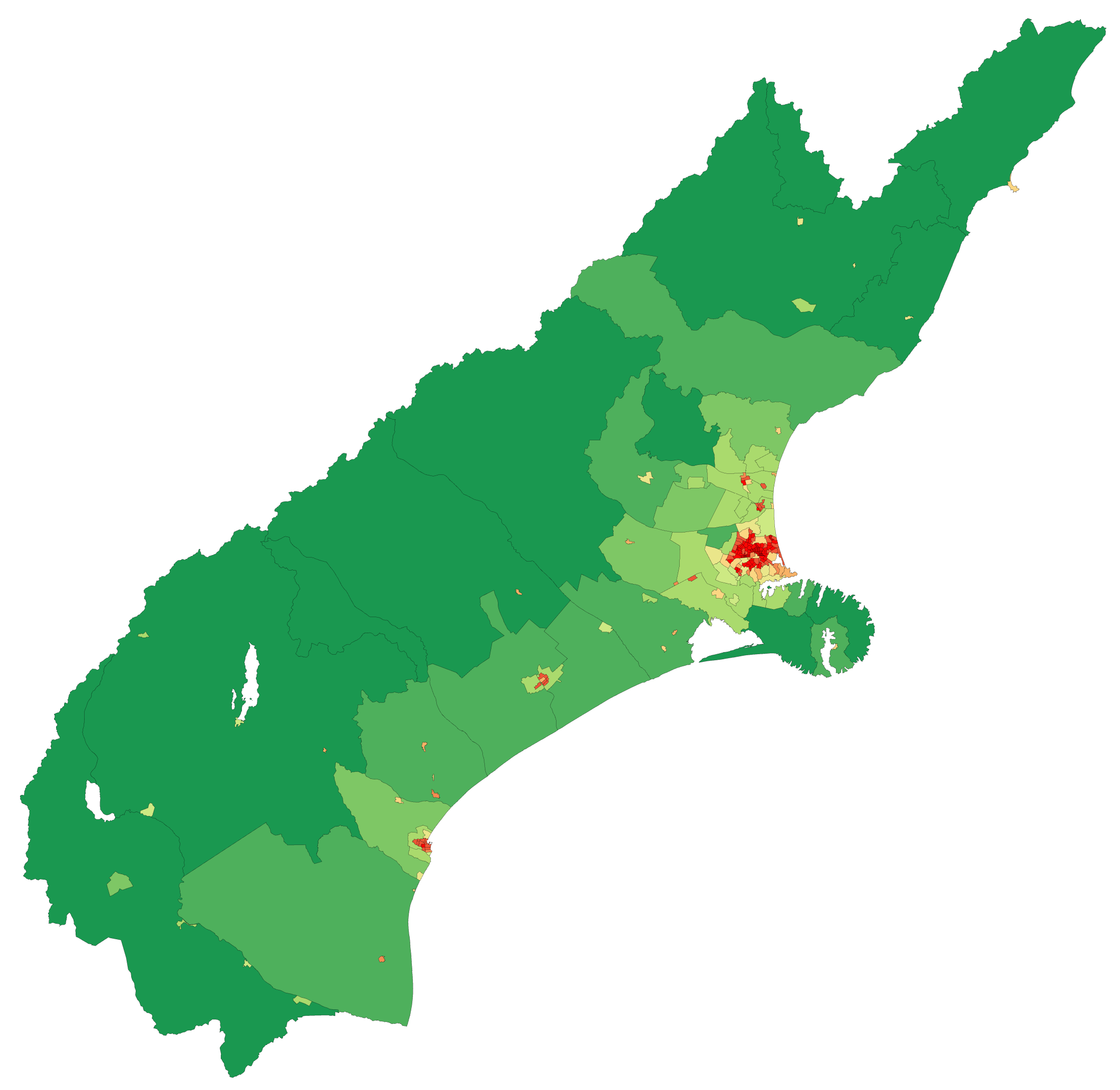
Densitat de població a Canterbury segons el cens de 2006

Segons el cens de 2006 Canterbury tenia 521.832 habitants, un augment de 40.401 habitants (8,4%) des del cens de 2001. Hi havia 202.698 llars habitades, 18.117 llars no habitades i 1.794 en construcció.
De la població de Canterbury, 254.685 (48,8%) eren homes i 267.147 (51,2%) eren dones. La regió tenia una edat mediana de 37,6 anys, 0,7 més que la mediana nacional de 35,9 anys. Les persones majors de 64 anys formaven el 13,9% de la població, comparat amb el 12,3% nacionalment; les persones menors de 15 anys formaven el 19,6% de la població, comparat amb el 21,5% nacionalment.
L'etnologia de Canterbury era (amb figures nacionals en parèntesis): 77,4% europeus (67,6%); 7,2% maoris (14,7%); 5,7% asiàtics (9,2%); 2,1% illencs pacífics (6,9%); 0,7% de l'Orient Pròxim, Llatinoamèrica o Àfrica (0,9%) i 13,9% d'altres ètnies (11,1%).
Canterbury tenia un atur de 3,9% per persones majors de 14 anys, menys que la figura nacional de 5,1%. El sou anual mitjà de persones majors de 14 anys era (en dòlars neozelandesos) de 23.500$, comparat amb 24.400$ nacionalment. D'aquestes, un 44,2% tenien un sou anual de menys de 20.001$, comparat amb un 43,2% nacionalment; mentre que un 15,8% tenien un sou anual d'igual o de més de 50.000$, comparat amb un 18,0% nacionalment.

## Política

### Política regional
El consell regional de Canterbury va ser format com a part de reformes neozelandeses de governs locals i regionals el novembre de 1989. La seu del consell regional es troba a Christchurch. L'actual presidenta del consell regional de Canterbury és Margaret Bazley.
El consell regional de Canterbury està format per 7 consellers d'1 circumscripció.
| Circumscripció | Conseller       | Partit      |
| -------------- | --------------- | ----------- |
| Canterbury     | Margaret Bazley | Independent |
| Canterbury     | David Bedford   | Independent |
| Canterbury     | David Caygill   | Independent |
| Canterbury     | Donald Couch    | Independent |
| Canterbury     | Tom Lambie      | Independent |
| Canterbury     | Peter Skelton   | Independent |
| Canterbury     | Rex Wiliams     | Independent |

### Política nacional
Nacionalment, Canterbury es localitza en 10 circumscripcions electorals generals i en 1 circumscripció electoral maori a la Cambra de Representants de Nova Zelanda.
| Circumscripció       | Diputat         | Partit    |
| -------------------- | --------------- | --------- |
| Christchurch Central | Nicky Wagner    | Nacional  |
| Christchurch East    | Lianne Dalziel  | Laborista |
| Ilam                 | Gerry Brownlee  | Nacional  |
| Kaikōura             | Colin King      | Nacional  |
| Port Hills           | Ruth Dyson      | Laborista |
| Rangitata            | Jo Goodhew      | Nacional  |
| Selwyn               | Amy Adams       | Nacional  |
| Waimakariri          | Kate Wilkinson  | Nacional  |
| Waitaki              | Jacqui Dean     | Nacional  |
| Wigram               | Megan Woods     | Laborista |
| Te Tai Tonga (maori) | Rino Tirikatene | Laborista |